# XI dinastia egípcia
A décima primeira dinastia do Antigo Egito era um grupo de governantes, cujos membros anteriores estão agrupados com as quatro dinastias anteriores para formar o Primeiro Período Intermediário, enquanto os membros posteriores são considerados parte do Império Médio. Eles todos governado a partir de Tebas.
Os membros conhecidos são;
| Nome                        | Datas                 | Comentários           |
| --------------------------- | --------------------- | --------------------- |
| Mentuotepe I                | 2134 a.C. - ??        | Tepy-a "o antecessor" |
| Sehertawy Intefe I          | ? - 2118 a.C.         |                       |
| Wahankh Intefe II           | 2118 a.C. - 2069 a.C. |                       |
| Nakhtnebtepnefer Intefe III | 2069 a.C. - 2061 a.C. |                       |
| Nebhetepra Mentuotepe II    | 2061 a.C. - 2010 a.C. |                       |
| Sankhkara Mentuotepe III    | 2010 a.C. - 1998 a.C. |                       |
| Nebtawyra Mentuotepe IV     | 1998 a.C. - 1991 a.C. |                       |

A afirmação de Manetão de que a Décima Primeira Dinastia consistiu de 16 reis, que reinou por 43 anos, é contrariada pelo escritor contemporâneo e as provas de Turin King List, cujo testemunho combinado estabelece que este reino consistia de sete reis que governado por um total de 143 Anos, no entanto, o seu testemunho de que esta dinastia foi baseada em Tebas é confirmado pela evidência contemporânea. Foi durante esta dinastia que todas as do Antigo Egito estava unida ao abrigo do  Reino Médio.
Esta dinastia traça as suas origens a um monarca de Tebas, "Intefe, o Grande, filho de Iku", que é mencionado em um número de inscrições contemporâneas. No entanto, seu imediato sucessor Mentuotepe I é considerado o primeiro rei da dinastia.
Uma inscrição esculpida durante o reinado de Wahankh Intefe II mostra que ele foi o primeiro desta dinastia a reclamar para se pronunciar sobre o conjunto do Egito, uma reivindicação que levaram o Tebanos em conflito com os governantes da Heracleópolis Magna, a Décima Dinastia. Intefe empreendeu várias campanhas no norte, e conquistou um importante nome em Abidos.